# I-đê-an ban sơ
Trong toán học, một phần tử a của vành giao hoán A được gọi là nguyên tố (tương đối) với một i-đê-an Q nếu bất cứ khi nào ab là một phần tử của Q thì b cũng là một phần tử của Q.
Một i-đê-an Q của một vành giao hoán A được gọi là i-đê-an ban sơ (trong tiếng Anh: primal ideal) nếu các phần tử không nguyên tố tương đối với nó tạo thành một i-đê-an.